# مجلة فرعون
مجلة فرعون (بالفرنسية: Pharaon magazine)‏ هي مجلة فرنسية تاريخية أثرية مهتمة بتاريخ مصر الفرعونية. تأسست المجلة عام 2001 تحت اسم مجلة توت عنخ آمون (بالفرنسية: Toutankhamon Magazine )‏ من قبل فرانسوا تونيك، لكن تم شراء المجلة في عام 2002 من قبل نبتون للطباعة و تم تعيين ميلينا بيروه محرراً للمجلة، لكن أعيد تسميتها في عام 2010 لتصبح مجلة فرعون (بالفرنسية: Pharaon magazine)‏. المحرر الحالي للمجلة هو فرانسيس تونيك.
تعتبر للعديدين مرجع هام للتاريخ الفرعوني، باعتبارها أول مجلة تهتم بالتاريخ الفرعوني.

## وصلة خارجية
- (بالفرنسية) pharaon-magazine.com